# How Deep Is Your Love
How Deep Is Your Love és una cançó de Barry Gibb, Robin Gibb i Maurice Gibb per als Bee Gees. La van escriure i gravar a Le Château, Hérouville (França) entre el febrer i març de 1977 i a Criteria Recording Studios (Miami) a l'abril del mateix any. La cançó forma part de l'àlbum Saturday Night Fever (1977) i es va editar en senzill l'octubre de 1977 amb una versió en viu de Can't Keep a Good Man Down a la cara B.
El grup Take That en va fer una versió de molt èxit el 1996

## Instrumentació
- Barry Gibb: guitarra i veu.
- Robin Gibb: veu.
- Maurice Gibb: baix i veu.
- Blue Weaver: teclats, sintetitzadors i piano.
- Alan Kendall: guitarra.
- Dennis Bryon: bateria.
- Joe Lala: percussió.
- The Boneroo Horns: trompetes i flautes.

## Producció
Bee Gees, Albhy Galuten i Karl Richardson.

## Enginyers
Karl Richardson i Michel Marie.